# Ilha Palomino

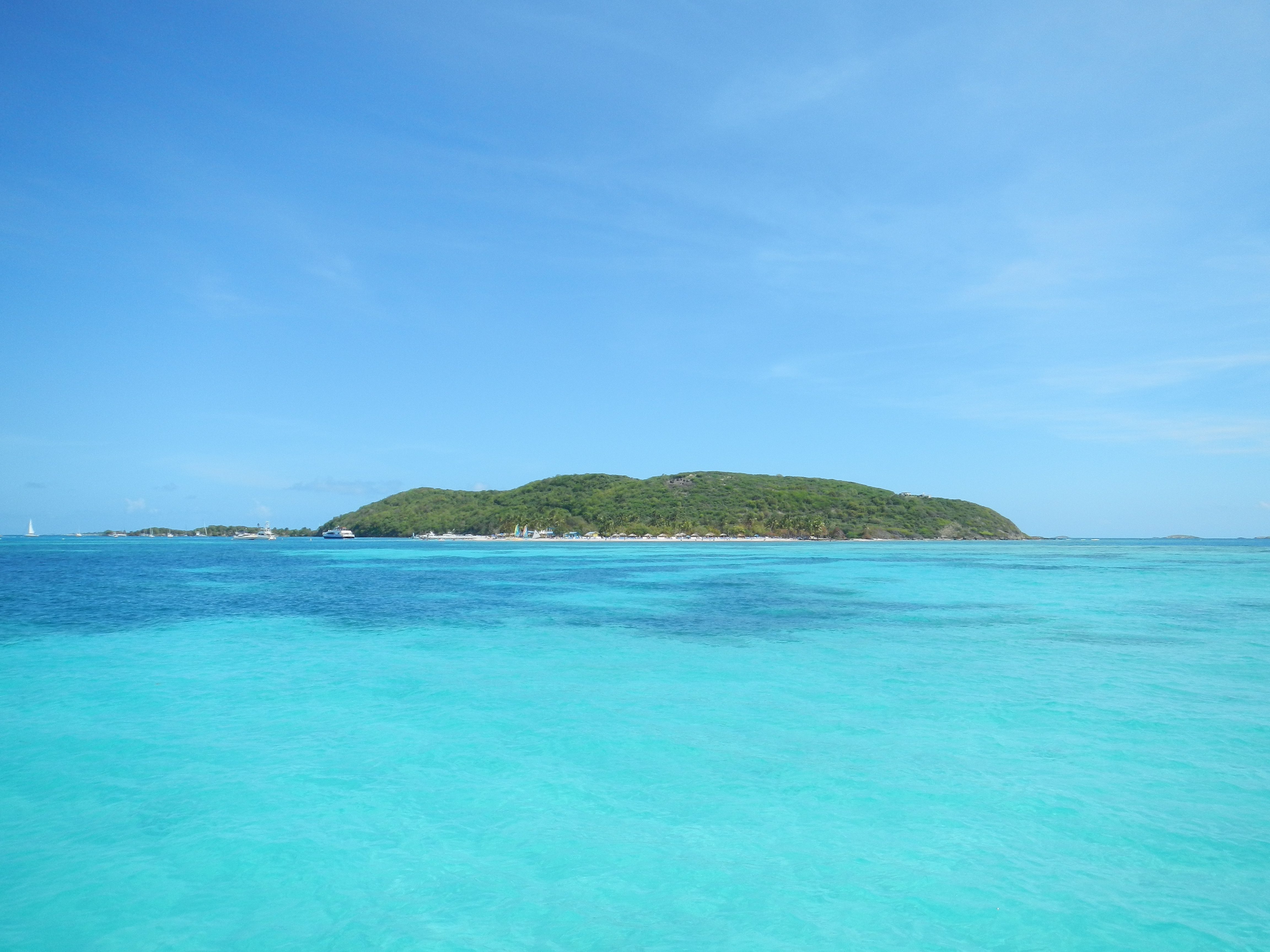
Ilha Palomino, vista a partir da costa de Fajardo.

A Ilha Palomino é uma pequena ilha localizada próximo do leste da ilha de Porto Rico, perto da costa de Las Croabas, Fajardo.

## Geografia
A Ilha Palomino tem 102 acres (0,41 km²) de superfície. Ela atinge uma altura de 165 pés (50 metros). Os recifes de coral, ervas marinhas e espécies da costa rochosa são alguns dos atrativos naturais encontrados na Ilha Palomino e a pequena Ilha Palominito, sendo esta última localizada a cerca de 600 metros ao sul da Ilha de Palomino.

## Economia
A Ilha Palomino é a maior das três ilhas particulares perto de Porto Rico, as outras duas são a Ilha de Ramos e Ilha de Lobos. A ilha é propriedade dos descendentes de Alberto Bachman Glauser, a família Fuertes. A maior parte da ilha é alugada para El Conquistador Hotel & Casino para as suas atividades de praia e água. Uma balsa é usada para transportar os convidados para a ilha.